# Большое Шевёлево (Тверская область)
Большое Шевелёво — опустевшая деревня в Весьегонском муниципальном округе Тверской области.

## География
Деревня находится в северо-восточной части Тверской области на расстоянии приблизительно 32 км на запад-юго-запад по прямой от районного центра города Весьегонск.

## История
Была известна с 1834 года как деревня, владение Николая Львовича Батюшкова, отца известного поэта К. Н. Батюшкова. Дворов было 4 (1859), 10 (1889), 24 (1963),. До 2019 года входила в состав Любегощинского сельского поселения до упразднения последнего.

## Население
Численность населения: 33 человека (1859 год), 36 (1889), 73 (1963), 0 (1993), 0 как в 2002 году, так и в 2010.